# Bujacza Przełęcz
Bujacza Przełęcz (niem. Stiernbergattel, słow. Bujačie sedlo, węg. Bika-nyereg) – szeroka trawiasta przełęcz położona na wysokości 1912 m w grani głównej Tatr Bielskich na Słowacji.
Przełęcz ta oddziela od siebie dwa masywy we wschodniej części Tatr Bielskich: grań Bielskich Jatek na zachodzie i Bujaczy Wierch (Bujačí vrch, 1947 m) na wschodzie. Ostatnim wzniesieniem w grani Jatek, opadającym na Bujaczą Przełęcz, jest Golica Bielska, tworząca wraz z podwójnym wierzchołkiem Skrajnych Jatek charakterystyczną koronę.
W pobliżu przełęczy z północnej strony grani odgałęzia się Jagnięcy Grzbiet, oddzielający południowo-wschodnią część Doliny pod Koszary (Mały Koszar) od wąskiej Doliny Jagnięcej. Na południe z przełęczy opada Bujaczy Żleb. Ma wylot w północnej części polany Wspólna Pastwa w Dolinie Kieżmarskiej.
Do 1978 r. granią przez przełęcz prowadził szlak Magistrali Tatrzańskiej. Fragment znajdujący się w Tatrach Bielskich został jednak zamknięty, a na terenie grzbietu utworzono rezerwat ścisły. U jego stóp przebiega zielony szlak z Tatrzańskiej Kotliny do Doliny Białych Stawów.
Nazwa przełęczy, podobnie jak Bujaczego Wierchu, pochodzi od słowa bujak, oznaczającego w gwarze podtatrzańskiej byka albo buhaja, i wiąże się z hodowlą i wypasem bydła, prowadzonymi przez wiele wieków na terenie Tatr Bielskich.

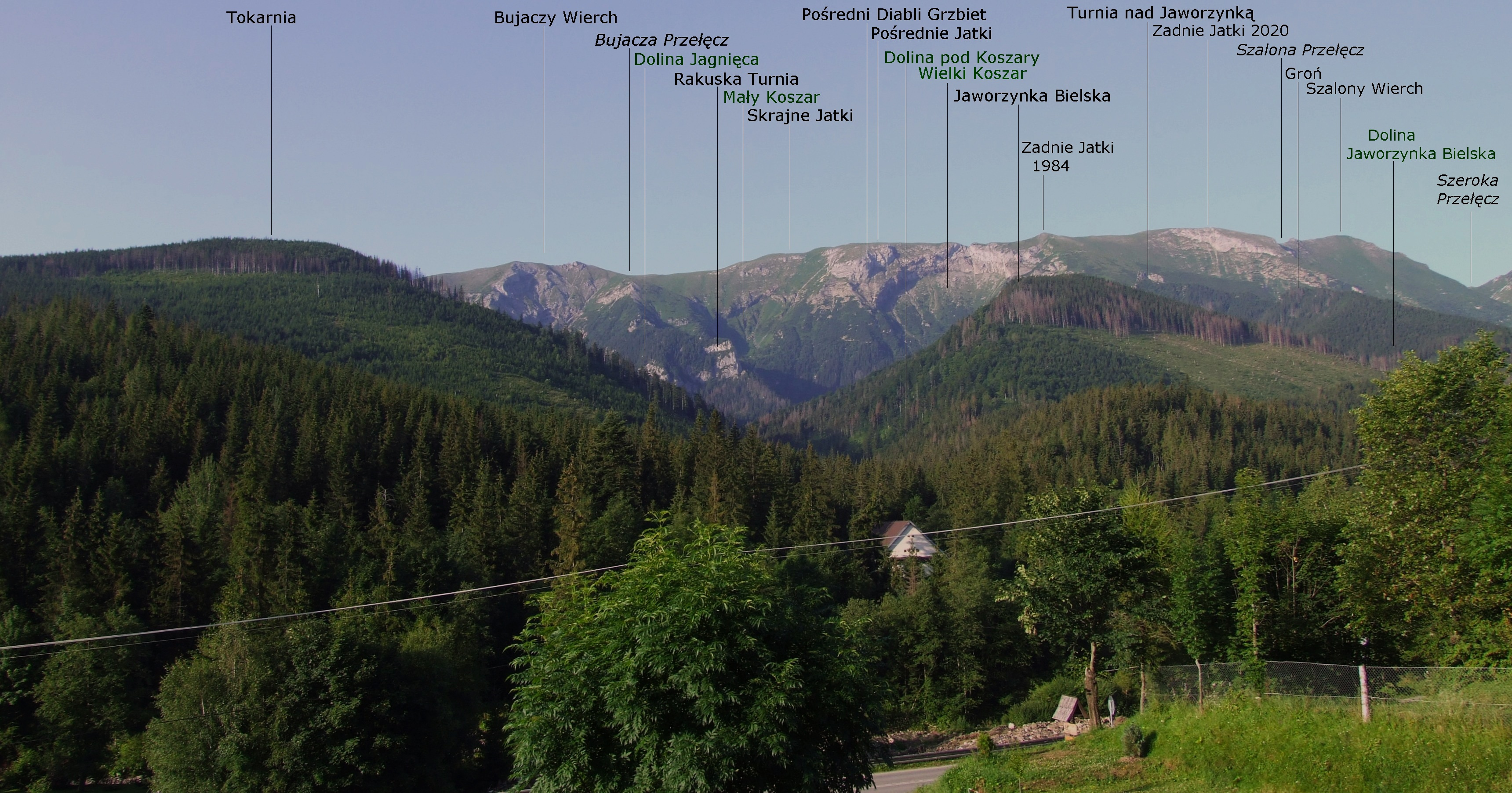
Bujacza Przełęcz od strony Zdziaru
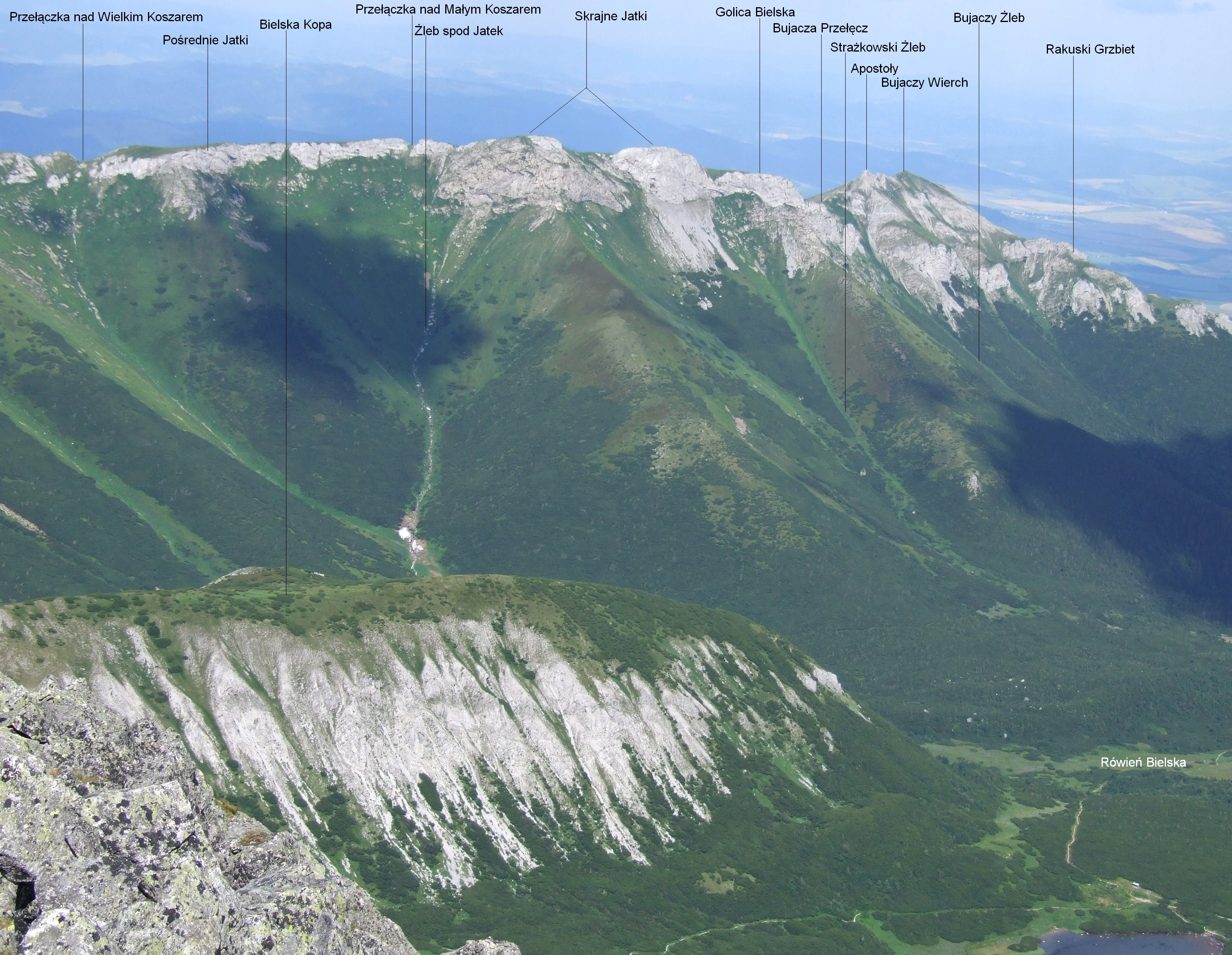
Widok z Jagnięcego Szczytu
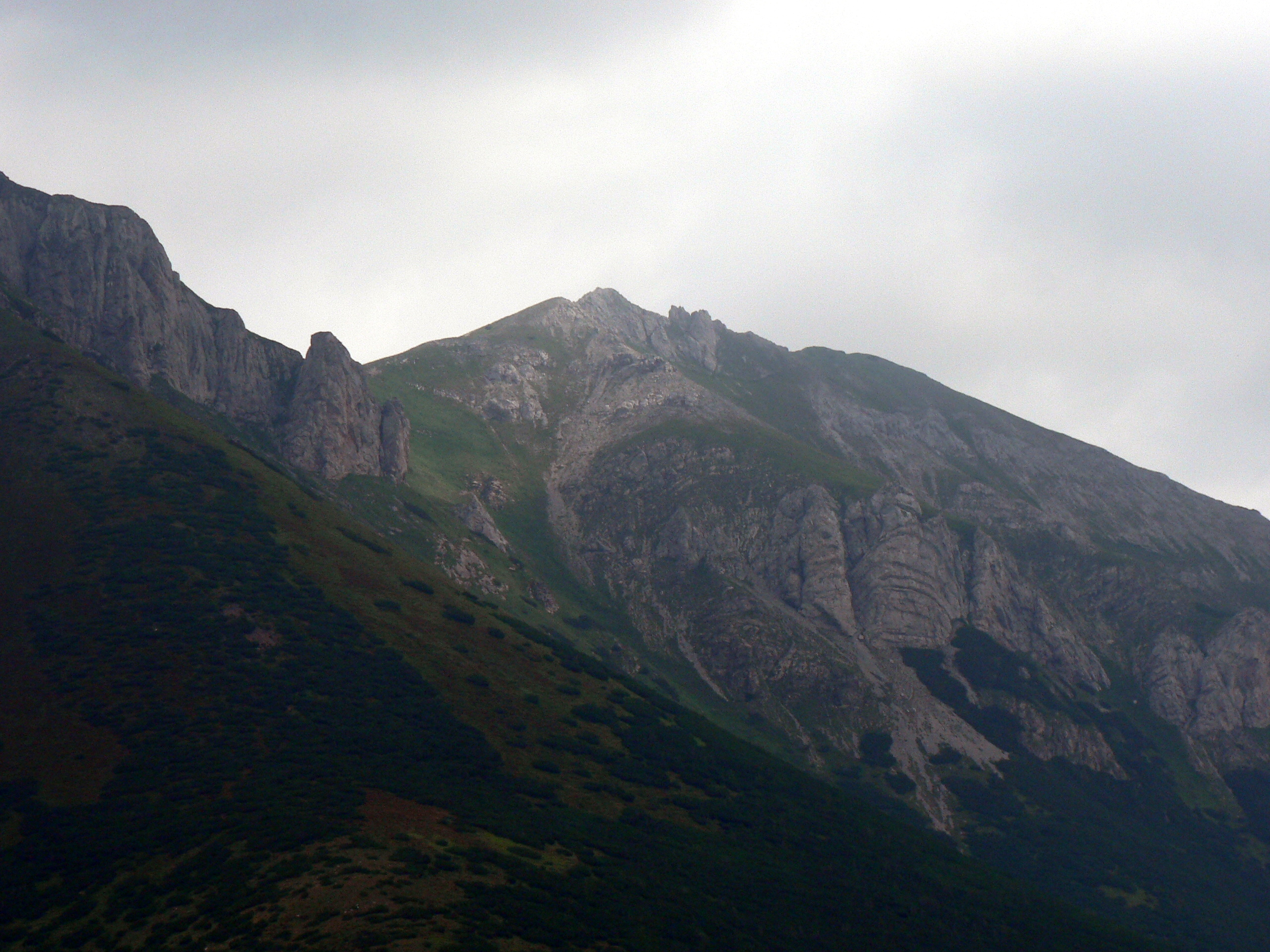
Rejon przełęczy